# Abdelhamid Abu Habib
Abdelhamid Abu Habib (né le 6 août 1989 à Khan Younès en Palestine), est un footballeur palestinien.

## Biographie
Né en Palestine, il commence à jouer au football professionnel en 2005 avec le Shabab Khan Younès. Il joue pour cette équipe jusqu'en 2009 où il se joint au Markaz Balata, où il reste trois ans avant de rejoindre le Shabab Al-Khaleel. 
En 2015, il participe à la Coupe d'Asie des nations de football 2015 avec la Palestine.

## Équipes professionnelles
- 2006-2009 :  Shabab Khan Younès
- 2009-2012 :  Markaz Balata
- 2012- :  Shabab Al-Khaleel